# 2. Deutsche Volleyball-Bundesliga 1979/80 (Frauen)
Die Saison 1979/80 der 2. Volleyball-Bundesliga der Frauen war die vierte Ausgabe dieses Wettbewerbs.

## 2. Bundesliga Nord
Meister und Aufsteiger in die 1. Bundesliga wurde der Hamburger SV. Auch der Zweitplatzierte SW Kiel-Elmschenhagen stieg auf. Absteigen mussten Uni Köln und der 1. VC Schwerte II.

### Mannschaften
In dieser Saison spielten folgende zehn Mannschaften in der 2. Bundesliga Nord der Frauen:
- VC Telstar Bochum
- ATSV Bremen 1860
- SW Elmschenhagen
- VC Düsseldorf
- Hamburger SV
- Uni Köln
- Lüner SV
- VfL Oythe
- Rheydter TV 1847
- 1. VC Schwerte II

Absteiger aus der 1. Bundesliga war der Hamburger SV. Aus der Regionalliga stiegen der VfL Oythe und SW Kiel-Elmschenhagen (Nord) sowie VC Düsseldorf und der Rheydter TV 1847 (West) auf.

### Tabelle
|                         | Verein            | Spiele | Punkte  | Sätze   |
| ----------------------- | ----------------- | ------ | ------- | ------- |
| 1.                      | Hamburg (A)       | 18     | 36 : 0  | 54 : 14 |
| 2.                      | Elmschenhagen (N) | 18     | 28 : 8  | 50 : 25 |
| 3.                      | Oythe (N)         | 18     | 24 : 12 | 42 : 25 |
| 4.                      | Bochum            | 18     | 20 : 16 | 38 : 34 |
| 5.                      | Düsseldorf (N)    | 18     | 20 : 16 | 33 : 33 |
| 6.                      | Rheydt (N)        | 18     | 14 : 22 | 34 : 37 |
| 7.                      | Bremen            | 18     | 14 : 22 | 30 : 41 |
| 8.                      | Lünen             | 18     | 10 : 26 | 32 : 46 |
| 9.                      | Uni Köln          | 18     | 10 : 26 | 22 : 44 |
| 10.                     | Schwerte II       | 18     | 4 : 32  | 13 : 49 |
| Stand: Abschlusstabelle |                   |        |         |         |

|     | Aufsteiger in die Bundesliga    |
|     | Absteiger in die Regionalliga   |
| (A) | Absteiger aus der 1. Bundesliga |
| (N) | Aufsteiger aus der Regionalliga |

## 2. Bundesliga Süd
Meister und Aufsteiger in die 1. Bundesliga wurde SG/JDZ Feuerbach. Auch der Zweitplatzierte SV Lohhof stieg auf. Absteigen mussten der TuS Durmersheim und der TV Kornwestheim.

### Mannschaften
In dieser Saison spielten folgende zehn Mannschaften in der 2. Bundesliga Süd der Frauen:
- TV Bretten
- TuS Durmersheim
- SG/JDZ Feuerbach
- USC Freiburg
- TV Kornwestheim
- SV Lohhof
- TSV 1860 München
- Saar 05 Saarbrücken
- TuS Stuttgart
- TSV Vilsbiburg

Absteiger aus der 1. Bundesliga war der SV Lohhof. Aufsteiger aus der Regionalliga waren der SV Saar 05 Saarbrücken (Südwest) und der TuS Stuttgart (Süd).

### Tabelle
|                         | Verein          | Spiele | Punkte  | Sätze   |
| ----------------------- | --------------- | ------ | ------- | ------- |
| 1.                      | Feuerbach       | 18     | 32 : 4  | 51 : 13 |
| 2.                      | Lohhof (A)      | 18     | 30 : 6  | 49 : 15 |
| 3.                      | Stuttgart (N)   | 18     | 28 : 8  | 46 : 23 |
| 4.                      | Freiburg        | 18     | 26 : 10 | 42 : 30 |
| 5.                      | München         | 18     | 20 : 16 | 39 : 30 |
| 6.                      | Saarbrücken (N) | 18     | 14 : 22 | 33 : 40 |
| 7.                      | Vilsbiburg      | 18     | 14 : 22 | 29 : 43 |
| 8.                      | Bretten         | 18     | 14 : 22 | 29 : 43 |
| 9.                      | Durmersheim     | 18     | 4 : 32  | 15 : 50 |
| 10.                     | Kornwestheim    | 18     | 0 : 36  | 14 : 54 |
| Stand: Abschlusstabelle |                 |        |         |         |

|     | Aufsteiger in die Bundesliga    |
|     | Absteiger in die Regionalliga   |
| (A) | Absteiger aus der 1. Bundesliga |
| (N) | Aufsteiger aus der Regionalliga |